# 第2号交响曲 (西贝柳斯)
D大調第2號交響曲，作品43，是西貝流士七首交響曲之一，作於1901–02年間。

## 背景
1900年秋，西貝流士在阿克塞爾·卡佩蘭的建議下前往義大利，後者並提供了足夠的旅費。西貝流士於1901年1月抵達拉帕洛，在拉帕洛附近的山間小屋起草了第2號交響曲的初稿。1901年11月上旬，西貝流士致信卡佩蘭，信上表示第2號交響曲將告完成。有鑑於卡佩蘭對此曲的重要性，作品最後也題獻予他。

### 首演
1902年3月8日，第2號交響曲由西貝流士本人指揮赫爾辛基愛樂協會樂團首演，據奥斯卡·梅里坎托表示，首演極為成功，「超越了任何人的預期」，鞏固了西貝流士的地位。其受歡迎的程度，使得之後立刻加演三場（3月10日、14日、16日），所有場次都宣告售罄。
西貝流士在首演後對作品做了一些改動，改編的版本於1903年11月10日在斯德哥爾摩演出，指揮為阿尔玛斯·耶尔内费尔特。

## 分析
第2號交響曲採取雙管編制，所需的演奏時間約40-50分，是西貝流士篇幅最大的交響曲作品。

### 配器
| - 木管 - 長笛：2 - 雙簧管：2 - 單簧管：2 - 低音管：2 | - 銅管 - 圓號：4 - 小號：3 - 長號：3 - 低音號 | - 定音鼓 | - 弦樂 |

依照工具書《管弦樂作品手冊》指示，上述之配器可簡記為"2 2 2 2—4 3 3 1—tmp—str"。

### 結構
各樂章的速度變化如下：
1. Allegretto – Poco allegro – Tranquillo, ma poco a poco ravvivando il tempo all'allegro – Poco largamente – Tempo I – Poco allegro
2. Tempo andante, ma rubato – Poco allegro – Molto largamente – Andante sostenuto – Andante con moto ed energico – Allegro – Poco largamente – Molto largamente – Andante sostenuto – Andante con moto ed energico – Andante – Pesante
3. Vivacissimo – Lento e soave – Tempo primo – Lento e soave
4. Finale: Allegro moderato – Moderato assai – Meno moderato e poco a poco ravvivando il tempo – Tempo I – Largamente e pesante – Poco largamente – Molto largamente

第一樂章
西貝流士相當在意交響曲（做為一曲類）的嚴謹邏輯，第一樂章起始的三音動機（F♯–G–A）便是整首交響曲的核心素材，此處則是在弱拍進入，三連音的節奏有著田園風格的暗示。除了主要動機之外，第一樂章尚有許多不同的動機與主題，大都片面地出現，聽眾直到樂章高潮處才得以一窺主題全貌。此樂章雖是以奏鳴曲式寫成，但第二主題相當模糊，難以辨認。
第二樂章
在拉帕洛的小屋，西貝流士寫下：
唐璜啊，當那陌生來客闖入時，我正獨身於黑暗中。我試圖辨明來者身分，一再地發問，卻沒有得到回答。我試圖使他發笑，但他始終保持沉默。最後，來者開始歌唱，而唐璜立刻明白了，那是死神。
草稿的同一頁，西貝流士寫下了低音管演奏的主要主題（象徵死神，低音絃樂器的撥弦則被認為是腳步聲）。樂章的第二主題則作於佛罗伦萨，作曲家親註「基督」，後人則推測第二主題是前一主題的對照形象（復活之於死亡），亦有認為是描寫芬蘭國族命運者。即使作曲家未曾明言，主題間強烈的對比性，仍賦予此樂章顯著的標題音樂特色。
樂章最後，以兩次強力撥弦作結，意味著「衝突」仍未得解。此一手法曾在第1號交響曲（作品39）使用。
第三樂章
相較於憤怒、激烈的弦樂動機，中段的雙簧管則是柔和、抒情的形象，亦使用了三音動機（在此為G♭–A♭–B♭）。兩個段落分別再返後，直接導向最後的樂章。
第四樂章
終曲樂章的調性回歸D大調，音樂壯麗且富有氣魄。由弦樂演奏的三音動機，便是承自第一樂章。與第一樂章不同的是，回應弦樂的並非木管，而是亮麗的小號。此外，第二、第三樂章的素材也會在此樂章重返，主要動機「得勝」的效果也因此得到增強與確立，這個手法與貝多芬的第5號交響曲、第9號交響曲皆有類似之處。雙簧管的主題（第72小節）個性暗沉，象徵死亡的威脅迫近；據愛諾·西貝流士表示，此主題與身邊親友的不幸有關。

## 評價
西貝流士本人表示，第2號交響曲是「靈魂的告解」，但他並未將此曲定位為標題音樂。公眾對終曲樂章的反應特別好，認為這正是芬蘭獨立的困難與最終成功的寫照，即使這並非作曲家本來的意圖。

## 商業錄音
此曲最早的錄音由罗伯特·卡亚努斯指揮伦敦交响乐团，於1930年5月出版。

## 外部連結
- 西贝柳斯第2号交响曲：国际乐谱典藏计划上的乐谱